# Monticola (vogels)
Monticola is een geslacht van vogels uit de familie van de vliegenvangers (Muscicapidae). De wetenschappelijke naam van het geslacht werd in 1822 gepubliceerd door Heinrich Boie.

## Soorten
De volgende soorten zijn bij het geslacht ingedeeld:
- Monticola angolensis – Miomborotslijster
- Monticola brevipes – Kortteenrotslijster
- Monticola cinclorhyncha – Bergrotslijster
- Monticola erythronotus  – Amberbosrotslijster
- Monticola explorator – Langteenrotslijster
- Monticola gularis – Amoerrotslijster
- Monticola imerina – Duinrotslijster
- Monticola rufiventris – Roodbuikrotslijster
- Monticola rufocinereus – Kleine rotslijster
- Monticola rupestris – Kaapse rotslijster
- Monticola saxatilis – Rode rotslijster
- Monticola semirufus – Witvleugelkliftapuit
- Monticola sharpei – Bosrotslijster
- Monticola solitarius – Blauwe rotslijster